# Elecciones generales de Uruguay de 1946
Las elecciones generales de 1946 en Uruguay fueron llevadas a cabo el domingo 24 de noviembre de ese año, y tuvieron el propósito de elegir el gobierno nacional (Presidente y Vicepresidente), todos los miembros del Poder Legislativo (senadores y diputados) y las integraciones de las Juntas Departamentales y las Juntas Electorales. Este acto eleccionario se realizó de acuerdo a lo establecido en la Constitución de 1942, y contó asimismo con dos propuestas plebiscitarias de reforma constitucional, que finalmente no lograron los votos necesarios para ser aprobadas.

## Elección presidencial
De 993.892 ciudadanos habilitados para votar, 649.405 se expidieron para elegir alguna de las 9 fórmulas presidenciales que los distintos partidos políticos ofrecieron a la ciudadanía. En esta ocasión los partidos políticos que presentaron fórmulas presidenciales fueron el Partido Colorado, el Partido Nacional, el Partido Nacional Independiente, la Unión Cívica del Uruguay y el Partido Comunista. Por otra parte, el Partido Socialista no presentó candidatos a presidentes, pero si al parlamento encabezando Emilio Frugoni y José Pedro Cardoso sus listas a senadores y diputados respectivamente. El Partido Demócrata por su parte tampoco presentó fórmulas presidenciales, y sus listas al senado estaban encabezadas por Carlos Quijano mientras que Julio Castro lideraba las listas para diputados.
En estas elecciones también quedó definida la integración de la Cámara de Senadores y la Cámara de Representantes.

### Candidaturas
El Partido Nacional se presenta con dos fórmulas, una con su histórico caudillo Luis Alberto de Herrera y otra con el veterano revolucionario Basilio Muñoz. Mientras que los blancos independientes, aún votando en un lema diferente, presentan a Alfredo García Morales.
El Partido Colorado presenta tres fórmulas: la batllista (y ganadora) del político canario Tomás Berreta junto a Luis Batlle Berres, sobrino de José Batlle y Ordóñez; la fórmula blancoacevedista con el exministro Rafael Schaffino; y la del expresidente Alfredo Baldomir.
Estas elecciones significaron la vuelta del batllismo como el sector mayoritario dentro del Partido Colorado, pero también en su seno comenzaron las divisiones con las nuevas lista 15 (de Batlle Berres) y lista 14 (de sus primos, los hijos de Batlle y Ordóñez, los hermanos Batlle Pacheco).

## Resultados

### Fórmula ganadora
En esta ocasión se registró un nuevo triunfo del Partido Colorado y  su fórmula ganadora integrada por Tomás Berreta y Luis Batlle Berres, asumió el 1º de marzo de 1947.
|                        |                            |
|                        |                            |
| Tomás Berreta          | Luis Batlle Berres         |
| Candidato a Presidente | Candidato a Vicepresidente |
|                        |                            |

### Resultados electorales por candidaturas
| Partido político               | Candidato presidencial                         | Votos al candidato                      | Porcentaje en el total                  | Votos al partido | Porcentaje | Senadores | Diputados |         |
| ------------------------------ | ---------------------------------------------- | --------------------------------------- | --------------------------------------- | ---------------- | ---------- | --------- | --------- | ------- |
| Partido Colorado               | Tomás Berreta - Luis Batlle Berres             | 185.715                                 | 27,71%                                  | 310.496          | 46,33%     | 16/31     | 47/99     |         |
| Partido Colorado               | Rafael Schiaffino - Daniel Castellanos         | 83.534                                  | 12,46%                                  | 310.496          | 46,33%     | 16/31     | 47/99     |         |
| Partido Colorado               | Alfredo Baldomir - Juan Carlos Mussio Fournier | 40.875                                  | 6,10%                                   | 310.496          | 46,33%     | 16/31     | 47/99     |         |
| Partido Colorado               | Votos al lema                                  | 372                                     | 0,05%                                   | 310.496          | 46,33%     | 16/31     | 47/99     |         |
| Partido Nacional               | Luis Alberto de Herrera - Martín Echegoyen     | 205.923                                 | 30,72%                                  | 208.120          | 31,05%     | 10/31     | 31/99     |         |
| Partido Nacional               | Basilio Muñoz - Jacinto D. Durán               | 1.479                                   | 0,22%                                   | 208.120          | 31,05%     | 10/31     | 31/99     |         |
| Partido Nacional               | Basilio Muñoz - José Rogelio Fontela           | 557                                     | 0,08%                                   | 208.120          | 31,05%     | 10/31     | 31/99     |         |
| Partido Nacional               | Votos al lema                                  | 161                                     | 0,02%                                   | 208.120          | 31,05%     | 10/31     | 31/99     |         |
| Partido Nacional Independiente | Alfredo García Morales - Leonel Aguirre        | Alfredo García Morales - Leonel Aguirre | Alfredo García Morales - Leonel Aguirre | 62.955           | 9,39%      | 3/31      | 9/99      |         |
| Unión Cívica del Uruguay       | Joaquín Secco Illa - Dardo Regules             | Joaquín Secco Illa - Dardo Regules      | Joaquín Secco Illa - Dardo Regules      | 35.154           | 5,25%      | 1/31      | 5/99      |         |
| Partido Comunista del Uruguay  | Eugenio Gómez - Nicasio Romero                 | Eugenio Gómez - Nicasio Romero          | Eugenio Gómez - Nicasio Romero          | 32.680           | 4,88%      | 1/31      | 5/99      |         |
| Partido Socialista del Uruguay | Emilio Frugoni                                 | Emilio Frugoni                          | Emilio Frugoni                          | 15.731           | 2,35%      | 0/31      | 2/99      |         |
| Partido Demócrata              | Carlos Quijano                                 | Carlos Quijano                          | Carlos Quijano                          | 5.081            | 0,76%      | 0/31      | 0/99      |         |
| Total de votos validos         | Total de votos validos                         | Total de votos validos                  | Total de votos validos                  | 670.229          | 670.229    | 670.229   | 670.229   | 670.229 |
| Total de electores habilitados | Total de electores habilitados                 | Total de electores habilitados          | Total de electores habilitados          | 993.892          | 993.892    | 993.892   | 993.892   | 993.892 |

## Elecciones municipales

Resultados finales de las elecciones departamentales de 1946:
Partido Nacional
Partido Colorado

Simultáneamente se eligieron 19 gobiernos departamentales. Estuvo vigente el sistema por el cual se podían presentar lemas departamentales para elegir candidatos según conveniencia local (a diferencia de otras elecciones, en las cuales sólo se podían postular candidatos por lemas nacionales).Esta legislación habilitó a miembros del Partido Nacional y del Partido Nacional Independiente a presentar un candidato común a nivel municipal en varios departamentos, con lemas como "Pueblo Soberano" en Canelones, "Unión Vecinal de Rivera" o "Partido Concentración Blanca de San José". De esta manera el Partido Nacional se quedó con las intendencias de 11 departamentos.

### Artigas
| Partido político                 | Candidato             | Votos al candidato | Votos al partido |
| -------------------------------- | --------------------- | ------------------ | ---------------- |
| Union Vecinal (Partido Nacional) | Ramon Queiruga        | 3.571              | 7.828            |
| Union Vecinal (Partido Nacional) | José Ignacio Vazquez  | 2.689              | 7.828            |
| Union Vecinal (Partido Nacional) | Anacleto Cornelius    | 1.567              | 7.828            |
| Union Vecinal (Partido Nacional) | Votos al lema         | 1                  | 7.828            |
| Partido Colorado                 | Aníbal F. Damasco     | 4.632              | 4.632            |
| Partido Nacional Independiente   | Hipólito Aguirregaray | 840                | 840              |
| Union Cívica                     | Manuel M. Queiruga    | 636                | 636              |
| Partido Comunista                | Olivio Albini         | 52                 | 52               |

### Canelones
| Partido político                   | Candidato                        | Votos al candidato | Votos al partido |
| ---------------------------------- | -------------------------------- | ------------------ | ---------------- |
| Pueblo Soberano (Partido Nacional) | José Bove Arteaga                | 14.459             | 23.263           |
| Pueblo Soberano (Partido Nacional) | Don Máximo de Saldamando y Olmos | 4.620              | 23.263           |
| Pueblo Soberano (Partido Nacional) | Alberto Odizzio                  | 4.180              | 23.263           |
| Pueblo Soberano (Partido Nacional) | Votos al lema                    | 4                  | 23.263           |
| Partido Colorado                   | José Peña                        | 22.642             | 22.642           |
| Partido Nacional Independiente     | Felix Nogueira                   | 2.569              | 3.047            |
| Partido Nacional Independiente     | Mario Pareja Piñeiro             | 478                | 3.047            |
| Union Cívica                       | José Carlos Vercesi              | 1.951              | 1.951            |
| Por la Reforma Agraria             | Julio Brunereaux des Houllieres  | 1.274              | 1.274            |
| Partido Comunista                  | Silvino Vieytes                  | 833                | 833              |
| Partido Socialista                 | Juan Valentini Guerra            | 157                | 157              |

### Cerro Largo
| Partido político                                    | Candidato           | Votos al candidato | Votos al partido |
| --------------------------------------------------- | ------------------- | ------------------ | ---------------- |
| Partido General Aparicio Saravia (Partido Nacional) | Saviniano Pérez     | 7.749              | 10.860           |
| Partido General Aparicio Saravia (Partido Nacional) | Miguel Garate       | 3.108              | 10.860           |
| Partido General Aparicio Saravia (Partido Nacional) | Votos al lema       | 3                  | 10.860           |
| Partido Colorado                                    | José Urrutia        | 4.079              | 7.125            |
| Partido Colorado                                    | Exequiel Silveira   | 3.046              | 7.125            |
| Partido Nacional Independiente                      | Emilio Vila         | 1.047              | 1.047            |
| Partido Nacional Independiente                      | Atanasildo Yarza    | 1.047              | 1.047            |
| Unión Vecinal                                       | Aramís Ferreira     | 558                | 558              |
| Unión Cívica del Uruguay                            | Gabino Ugalde       | 420                | 420              |
| Partido Comunista                                   | Juan Garrido        | 228                | 228              |
| Partido Socialista                                  | Simón López Aspiroz | 89                 | 89               |

### Colonia
| Partido político               | Candidato                 | Votos al candidato | Votos al partido |
| ------------------------------ | ------------------------- | ------------------ | ---------------- |
| Partido Colorado               | Esteban Rostagnol Bein    | 8.015              | 16.219           |
| Partido Colorado               | Vicente García            | 7.917              | 16.219           |
| Partido Colorado               | Raúl Martinez             | 282                | 16.219           |
| Partido Colorado               | Votos al lema             | 5                  | 16.219           |
| Partido Nacional               | Juan Pedro de Barbieri    | 7.500              | 7.500            |
| Partido Nacional Independiente | Angel G. Fortunato        | 3.114              | 7.441            |
| Partido Nacional Independiente | Francisco Barredo Llugain | 2.941              | 7.441            |
| Partido Nacional Independiente | Roberto Perez Odriozola   | 1.385              | 7.441            |
| Partido Nacional Independiente | Votos al lema             | 1                  | 7.441            |
| Unión Cívica del Uruguay       | Juan Ángel Muchada        | 1.422              | 1.422            |
| Partido Comunista              | María Cristina Zerpa      | 624                | 624              |
| Partido Socialista             | Ricardo Voelker           | 263                | 263              |

### Durazno
| Partido político               | Candidato            | Votos al candidato | Votos al partido |
| ------------------------------ | -------------------- | ------------------ | ---------------- |
| Partido Nacional               | Silvestre O. Landoni | 7.620              | 7.620            |
| Partido Colorado               | Huascar Parallada    | 4.955              | 7.517            |
| Partido Colorado               | Ernesto de Leon      | 2.555              | 7.517            |
| Partido Colorado               | Votos al lema        | 7                  | 7.517            |
| Partido Nacional Independiente | Carlos Nuñez         | 2.895              | 3.511            |
| Partido Nacional Independiente | James García Aust    | 528                | 3.511            |
| Partido Nacional Independiente | Rodín Gomez Corte    | 88                 | 3.511            |
| Partido Comunista              | Celiar Silva         | 330                | 330              |
| Unión Cívica del Uruguay       | Isabelino Aguerre    | 317                | 317              |
| Partido Socialista             | Eduardo Calleri      | 1                  | 1                |

### Flores
| Partido político               | Candidato                | Votos al candidato | Votos al partido |
| ------------------------------ | ------------------------ | ------------------ | ---------------- |
| Partido Nacional               | Alfredo Puig Spangenberg | 4.829              | 5.398            |
| Partido Nacional               | Ramón Cuadra             | 566                | 5.398            |
| Partido Nacional               | Votos al lema            | 3                  | 5.398            |
| Partido Colorado               | Dardo Durán              | 2.652              | 2.803            |
| Partido Colorado               | Inocencio Martella       | 150                | 2.803            |
| Partido Colorado               | Votos al lema            | 1                  | 2.803            |
| Por el Progreso de Flores      | Ascencio Bidegaín        | 636                | 636              |
| Partido Nacional Independiente | Tomás Recuero            | 601                | 601              |
| Unión Cívica del Uruguay       | Arturo Irazábal          | 456                | 456              |
| Partido Comunista              | Rómulo Molina            | 178                | 178              |
| Partido Socialista             | Atilio Grezzi            | 51                 | 51               |

### Florida
| Partido político               | Candidato                | Votos al candidato | Votos al partido |
| ------------------------------ | ------------------------ | ------------------ | ---------------- |
| Partido Colorado               | Carlos María Gonzalez    | 5.846              | 11.517           |
| Partido Colorado               | Lizardo Calleros Guichón | 5.665              | 11.517           |
| Partido Colorado               | Votos al lema            | 6                  | 11.517           |
| Partido Nacional               | Pedro Cosentino          | 6.504              | 11.428           |
| Partido Nacional               | José Trigo               | 4.920              | 11.428           |
| Partido Nacional               | Votos al lema            | 4                  | 11.428           |
| Partido Nacional Independiente | Vicente G. Pírez         | 2.245              | 2.245            |
| Unión Cívica del Uruguay       | Tomás Carreto            | 346                | 346              |
| Partido Comunista              | Santiago Lamaison        | 326                | 326              |
| Partido Socialista             | Juan M. Irureta          | 40                 | 40               |

### Lavalleja
| Partido político               | Candidato         | Votos al candidato | Votos al partido |
| ------------------------------ | ----------------- | ------------------ | ---------------- |
| Partido Colorado               | Juan A. Maldonado | 5.617              | 10.289           |
| Partido Colorado               | José María Coya   | 3.181              | 10.289           |
| Partido Colorado               | Hector Anastasia  | 1.481              | 10.289           |
| Partido Colorado               | Votos al lema     | 10                 | 10.289           |
| Partido Nacional               | Solano Amilivia   | 8.629              | 9.780            |
| Partido Nacional               | José Villalba     | 1.133              | 9.780            |
| Partido Nacional               | Votos al lema     | 18                 | 9.780            |
| Partido Nacional Independiente | Alfredo Zaffaroni | 3.066              | 3.066            |
| Partido Comunista              | Felipe Marichal   | 492                | 492              |
| Unión Cívica del Uruguay       | José Clerici      | 361                | 361              |
| Partido Socialista             | Zelmar Riccetto   | 80                 | 80               |

### Maldonado
| Partido político               | Candidato                 | Votos al candidato | Votos al partido |
| ------------------------------ | ------------------------- | ------------------ | ---------------- |
| Partido Colorado               | Roque Masetti             | 6.754              | 12.158           |
| Partido Colorado               | Alejo Fernandez Chavez    | 5.394              | 12.158           |
| Partido Colorado               | Votos al lema             | 10                 | 12.158           |
| Partido Nacional               | Victoriano R. Suárez      | 3.170              | 3.170            |
| Partido Nacional Independiente | Hector Fontes             | 2.087              | 2.087            |
| Unión Cívica del Uruguay       | Alberto Raggio Etchegaray | 317                | 317              |
| Partido Comunista              | Miguel Guevara            | 295                | 295              |
| Partido Demócrata              | Edmundo Homero Parga      | 229                | 229              |
| Partido Socialista             | Jacinto Guillén           | 32                 | 32               |

### Montevideo
| Partido político                     | Candidato                 | Votos al candidato | Votos al partido |
| ------------------------------------ | ------------------------- | ------------------ | ---------------- |
| Partido Colorado                     | Andrés Martínez Trueba    | 75.808             | 75.852           |
| Partido Colorado                     | Arturo Deffeminis         | 44                 | 75.852           |
| Partido Nacional                     | José Otamendi             | 70.986             | 70.986           |
| Soberanía Popular (Partido Colorado) | Nicolás Rodriguez Luis    | 31.435             | 46.855           |
| Soberanía Popular (Partido Colorado) | Mateo Marques Castro      | 15.160             | 46.855           |
| Soberanía Popular (Partido Colorado) | Adolfo Quintana           | 235                | 46.855           |
| Soberanía Popular (Partido Colorado) | Votos al lema             | 25                 | 46.855           |
| Partido Comunista                    | Félix Ramirez             | 25.069             | 25.069           |
| Unión Cívica del Uruguay             | Rafael Ruano              | 15.095             | 15.095           |
| Partido Nacional Independiente       | Cayetano Carcavallo       | 3.673              | 12.950           |
| Partido Nacional Independiente       | Raul Seuánez Olivera      | 3.256              | 12.950           |
| Partido Nacional Independiente       | Antonio Antía Errandonea  | 3.091              | 12.950           |
| Partido Nacional Independiente       | Wilfredo Aguirre          | 2.238              | 12.950           |
| Partido Nacional Independiente       | Juan Antonio Fraguas      | 692                | 12.950           |
| Partido Socialista                   | Líber Troitiño            | 8.418              | 8.418            |
| Partido Demócrata                    | Ezequiel Sanchez Gonzalez | 1.596              | 1.596            |

### Paysandú
| Partido político               | Candidato                   | Votos al candidato | Votos al partido |
| ------------------------------ | --------------------------- | ------------------ | ---------------- |
| Partido Colorado               | José Acquistapace           | 5.903              | 10.476           |
| Partido Colorado               | Hector Pescetto             | 4.567              | 10.476           |
| Partido Colorado               | Votos al lema               | 6                  | 10.476           |
| Partido Nacional               | Francisco Rodriguez Candela | 5.678              | 5.678            |
| Partido Nacional Independiente | Victor Beceiro              | 4.636              | 4.636            |
| Unión Cívica del Uruguay       | Miguel Saralegui            | 1.049              | 1.049            |
| Partido Comunista              | Julio Monzón                | 603                | 603              |

### Río Negro
| Partido político               | Candidato                | Votos al candidato | Votos al partido |
| ------------------------------ | ------------------------ | ------------------ | ---------------- |
| Partido Colorado               | Guillermo Ruggia         | 3.292              | 5.003            |
| Partido Colorado               | Ronald G. Ricketts       | 1.711              | 5.003            |
| Partido Nacional               | Roberto Zefferino        | 3.034              | 3.034            |
| Partido Nacional Independiente | Celestino Suarez Acevedo | 1.132              | 1.855            |
| Partido Nacional Independiente | Roberto Mendez Beaulieu  | 711                | 1.855            |
| Partido Nacional Independiente | Votos al lema            | 12                 | 1.855            |
| Partido Comunista              | Luis Aboyo               | 405                | 405              |
| Unión Cívica del Uruguay       | Tomás Bartesaghi         | 187                | 187              |
| Partido Socialista             | Cirilo Larrosa           | 179                | 179              |

### Rivera
| Partido político                           | Candidato                                                 | Votos al candidato | Votos al partido |
| ------------------------------------------ | --------------------------------------------------------- | ------------------ | ---------------- |
| Unión Vecinal de Rivera (Partido Nacional) | Claudio Damboriarena                                      | 7.992              | 12.324           |
| Unión Vecinal de Rivera (Partido Nacional) | Donato Urquhari                                           | 4.330              | 12.324           |
| Unión Vecinal de Rivera (Partido Nacional) | Votos al lema                                             | 2                  | 12.324           |
| Partido Colorado                           | Orestes Machado Leal                                      | 3.477              | 7.301            |
| Partido Colorado                           | Julio Fernandez                                           | 1.662              | 7.301            |
| Partido Colorado                           | Anibal Gaye                                               | 1.159              | 7.301            |
| Partido Colorado                           | Votos al sublema "Libertad y Justicia" (Fernandez - Gaye) | 1.002              | 7.301            |
| Partido Colorado                           | Votos al lema                                             | 1                  | 7.301            |
| Partido Nacional Independiente             | Fernando Segarra                                          | 1.135              | 1.135            |
| Partido Comunista                          | Anelio Quintana                                           | 416                | 416              |
| Union Cívica                               | Luis María Royol                                          | 156                | 156              |
| Partido Socialista                         | Mauricio Paiva Olivera                                    | 149                | 149              |

### Rocha
| Partido político                       | Candidato               | Votos al candidato | Votos al partido |
| -------------------------------------- | ----------------------- | ------------------ | ---------------- |
| Partido Nacional                       | Blanco Pereyra Nuñez    | 5.276              | 5.276            |
| Partido Colorado                       | Mario Sobrero           | 4.663              | 4.663            |
| Partido Nacional Independiente         | José Ribet              | 4.724              | 4.724            |
| Para servir a Rocha (Partido Colorado) | Medardo Alfredo Silvera | 2.962              | 4.541            |
| Para servir a Rocha (Partido Colorado) | Luis María Fabregat     | 1.579              | 4.541            |
| Por el Progreso Departamental          | Carlos Julio Rivero     | 2.051              | 2.051            |
| Partido Comunista                      | Ignacio Garaza          | 323                | 323              |
| Unión Cívica del Uruguay               | José R. Luna            | 199                | 199              |
| Partido Socialista                     | Pedro D'alessandro      | 1                  | 1                |

### Salto
| Partido político               | Candidato                | Votos al candidato | Votos al partido |
| ------------------------------ | ------------------------ | ------------------ | ---------------- |
| Partido Colorado               | Pedro Ambrosini          | 5.825              | 11.412           |
| Partido Colorado               | Orestes Lanza            | 4.244              | 11.412           |
| Partido Colorado               | Atilio Tanca             | 932                | 11.412           |
| Partido Colorado               | Hector Apezechea         | 401                | 11.412           |
| Partido Colorado               | Votos al lema            | 10                 | 11.412           |
| Partido Nacional               | José Antonio Varela      | 6.519              | 6.519            |
| Partido Nacional Independiente | Francisco Raúl Gonçalvez | 2.702              | 2.702            |
| Unión Cívica del Uruguay       | Venancio Lopez Diaz      | 847                | 847              |
| Partido Comunista              | Hector Nicola            | 410                | 410              |
| Partido Socialista             | Carlos Bortagaray        | 406                | 406              |

### San José
| Partido político                                            | Candidato              | Votos al candidato | Votos al partido |
| ----------------------------------------------------------- | ---------------------- | ------------------ | ---------------- |
| Partido Concentración Blanca de San José (Partido Nacional) | Neri T. Arriaga        | 12.896             | 12.896           |
| Partido Colorado                                            | Julio Álvaro Agorio    | 5.694              | 11.093           |
| Partido Colorado                                            | Humberto Franco Maglia | 5.153              | 11.093           |
| Partido Colorado                                            | Elbio Brune            | 241                | 11.093           |
| Partido Colorado                                            | Votos al lema          | 5                  | 11.093           |
| Unión Cívica del Uruguay                                    | Andrés Pastorino       | 827                | 827              |
| Partido Comunista                                           | Ernesto Vera           | 356                | 356              |

### Soriano
| Partido político                 | Candidato           | Votos al candidato | Votos al partido |
| -------------------------------- | ------------------- | ------------------ | ---------------- |
| Unión Vecinal (Partido Nacional) | Luis Koster         | 10.940             | 10.940           |
| Partido Colorado                 | Zoilo Chelle        | 8.506              | 8.506            |
| Partido Nacional Independiente   | Juan Irrisari       | 3.698              | 3.698            |
| Partido Comunista                | Felipe Correa       | 590                | 590              |
| Union Cívica                     | Ángel Rodríguez     | 575                | 575              |
| Unión Popular                    | Pedro Albano        | 390                | 390              |
| Partido Socialista               | Alejandro Fernandez | 208                | 208              |

### Tacuarembó
| Partido político                       | Candidato               | Votos al candidato | Votos al partido |
| -------------------------------------- | ----------------------- | ------------------ | ---------------- |
| Unión de Tacuarembó (Partido Nacional) | Justino Menendez        | 5.177              | 9.769            |
| Unión de Tacuarembó (Partido Nacional) | Pablo Ríos              | 3.275              | 9.769            |
| Unión de Tacuarembó (Partido Nacional) | Mario Vidart            | 1.315              | 9.769            |
| Unión de Tacuarembó (Partido Nacional) | Votos al lema           | 2                  | 9.769            |
| Partido Colorado                       | Manuel Rodriguez Correa | 9.190              | 9.710            |
| Partido Colorado                       | Pascual Restucia        | 506                | 9.710            |
| Partido Colorado                       | Votos al lema           | 14                 | 9.710            |
| Partido Nacional Independiente         | Felix Gonzalez          | 1.829              | 1.829            |
| Partido Comunista                      | Severino Taroco Lima    | 458                | 458              |
| Union Cívica                           | Leandro Gonzalez Mieres | 342                | 342              |
| Partido Socialista                     | Orestes Cavalheiro      | 57                 | 57               |

### Treinta y Tres
| Partido político               | Candidato            | Votos al candidato | Votos al partido |
| ------------------------------ | -------------------- | ------------------ | ---------------- |
| Partido Nacional               | Valentín Cossio      | 4.835              | 8.233            |
| Partido Nacional               | Pedro María Macedo   | 3.397              | 8.233            |
| Partido Nacional               | Votos al lema        | 1                  | 8.233            |
| Partido Colorado               | Mario Goyenola       | 3.211              | 6.575            |
| Partido Colorado               | Rodolfo Castrillejo  | 2.271              | 6.575            |
| Partido Colorado               | Carlos Pittamiglio   | 1.091              | 6.575            |
| Partido Colorado               | Votos al lema        | 2                  | 6.575            |
| Partido Nacional Independiente | Pedro Méndez Vallony | 897                | 897              |
| Partido Demócrata              | José Oscar Percovich | 209                | 209              |
| Partido Comunista              | Ismael Almenar       | 139                | 139              |
| Unión Cívica del Uruguay       | Alberto Díaz         | 122                | 122              |
| Partido Socialista             | Hector Cutinella     | 2                  | 2                |